# Rondolândia
Rondolândia es un municipio brasileño del estado de Mato Grosso.

## Historia
En 2007 el municipio, pasa a contar con los servicios de juzgado de Paz y boletines, adherido el 7 de agosto de 2007, anteriormente los servicios notariales y de registro se tenían que hacer en el Estado de Rondonia, como era el caso del registro de nacimiento, fallecimiento o casamiento, no teniendo estadísticas oficial del municipio. En noviembre del mismo año fue instalado un Puesto Avanzado del Juzgado Especial, subordinado al Fórum de la Comarca de Juína.